# Kenneth Choi
Kenneth Choi (Chicago, 20 de outubro de 1971) é um ator americano. Ele é mais conhecido por interpretar Lin Henry em Sons of Anarchy, Howie 'Chimney' Han em 9-1-1 e Jim Morita no Universo Cinematográfico Marvel.

## Filmografia

### Cinema
| Ano  | Título                              | Papel                     | Notas          |
| ---- | ----------------------------------- | ------------------------- | -------------- |
| 2000 | Deep Core                           | Wayne Lung                |                |
| 2001 | Beyond the Pale                     | Douglas                   |                |
| 2002 | Woman on Fire                       | Zelador                   |                |
| 2003 | Timecop 2: The Berlin Decision      | Professor                 |                |
| 2004 | The Terminal                        | Policial do CBP           |                |
| 2005 | The Road to Canyon Lake             | Pong                      |                |
| 2005 | Harsh Times                         | Fujimoto                  |                |
| 2006 | Behind Enemy Lines II: Axis of Evil | Embaixador Li Sung Park   |                |
| 2006 | Only the Brave                      | Dave 'Bullseye' Fukushima |                |
| 2006 | Undoing                             | Danny                     |                |
| 2006 | Ways of the Flesh                   | Mitchell Kwan             |                |
| 2007 | Baby                                | Mike                      |                |
| 2007 | Walk the Talk                       | Dave                      |                |
| 2007 | War                                 | Takada                    |                |
| 2007 | Koreatown                           | Sil                       |                |
| 2008 | Street Kings                        | Chefe Kim                 |                |
| 2011 | Captain America: The First Avenger  | Jim Morita                |                |
| 2012 | Red Dawn                            | Smith                     |                |
| 2013 | Five Thirteen                       | C.I.A.                    |                |
| 2013 | The Wolf of Wall Street             | Chester Ming              |                |
| 2016 | Suicide Squad                       | Chefe da Yakuza           |                |
| 2017 | Spider-Man: Homecoming              | Diretor Morita            |                |
| 2017 | Bright                              | Yamahara                  |                |
| 2018 | Hotel Artemis                       | Buke                      |                |
| 2018 | Gringo                              | Marty                     |                |
| 2018 | Office Uprising                     | Freddy Wong               |                |
| 2020 | Attorneys at Love                   | Sr. Kwan                  | Curta-metragem |
| 2022 | 88                                  | Sponsor                   |                |

### Televisão
| Ano           | Título                                           | Papel                        | Notas                                 |
| ------------- | ------------------------------------------------ | ---------------------------- | ------------------------------------- |
| 1998          | Halloweentown                                    | Vendedor de vassouras        | Filme de TV                           |
| 1999          | Martial Law                                      | Motorista de risco biológico | Episódio: "Blue Flu"                  |
| 2000          | The West Wing                                    | Agente do Serviço Secreto #1 | Episódio: "Six Meetings Before Lunch" |
| 2000          | The Huntress                                     | Douglas Ho                   | Episódio: "Scattered"                 |
| 2000          | Arli$$                                           | Tommy Takega                 | Episódio: "Where There's a Will..."   |
| 2000          | Roswell                                          | Engenheiro #2                | Episódio: "Skin and Bones"            |
| 2000          | V.I.P.                                           | Desmond Kusari               | Episódio: "Magnificent Val"           |
| 2001          | The Division                                     | Louis Tang                   | Episódio: "Absolution"                |
| 2001          | The Brothers García                              | Alec Lind                    | Episódio: "Band on the Run"           |
| 2001          | Dead Last                                        | Syd                          | Episódio: "Heebee Geebee's"           |
| 2001          | Kristin                                          | Smoove                       | Episódio: "The Escort"                |
| 2002          | Reba                                             | Policial Aoki                | Episódio: "Brock's Swan Song"         |
| 2002          | The King of Queens                               | Todd Ling                    | Episódio: "Holy Mackerel"             |
| 2003          | Presidio Med                                     | Dennis                       | 2 episódios                           |
| 2003          | Crossing Jordan                                  | Garma                        | Episódio: "Fire and Ice"              |
| 2003          | Becker                                           | Kim Nam Kyu                  | Episódio: "Dates & Nuts"              |
| 2003-2004     | Dragnet                                          | C.I. Burrell                 | 2 episódios                           |
| 2004          | According to Jim                                 | Técnico de laboratório       | Episódio: "A Vast Difference"         |
| 2004-2005     | House, M.D.                                      | Dr. Lim                      | 2 episódios                           |
| 2005          | Las Vegas                                        | Duncan Sabusawa              | Episódio: "Fake the Money and Run"    |
| 2006          | CSI: Crime Scene Investigation                   | Jason Tua                    | Episódio: "Post Mortem"               |
| 2007          | Shark                                            | Kirk Bagley                  | Episódio: "The Wrath of Khan"         |
| 2007          | Lincoln Heights                                  | Anthony Moon                 | Episódio: "Tricks and Treats"         |
| 2007          | 24                                               | Operador de Cheng            | 4 episódios                           |
| 2008          | Samurai Girl                                     | Sato                         | 6 episódios                           |
| 2008-2009     | Crash                                            | Mikey Han                    | 3 Episódios                           |
| 2008-2010     | Sons of Anarchy                                  | Henry Lin                    | 14 episódios                          |
| 2009          | Without a Trace                                  | Philip Shen                  | Episódio: "Once Lost"                 |
| 2009          | Burning Hollywood                                | Louie                        | 6 episódios                           |
| 2009          | Heroes                                           | Sam Douglas                  | Episódio: "Turn and Face the Strange" |
| 2009          | Glee                                             | Dr. Wu                       | 2 episódios                           |
| 2010          | Hawthorne                                        | Paul Hyun                    | 3 episódios                           |
| 2011          | Last Man Standing                                | Dr. Wong                     | 2 episódios                           |
| 2012          | The Newsroom                                     | Dr. Lee                      | Episódio: "The Greater Fool"          |
| 2012          | The Real St. Nick                                | Jack                         | Filme de TV                           |
| 2013          | Longmire                                         | Dr. Bloomfield               | Episódio: "Tuscan Red"                |
| 2013          | Ironside                                         | Capitão Ed Rollins           | 9 episódios                           |
| 2014          | Marvel's Agents of S.H.I.E.L.D.                  | Jim Morita                   | Episódio: "Shadows"                   |
| 2015          | Allegiance                                       | Sam Luttrell                 | 13 episódios                          |
| 2016          | The People v. O.J. Simpson: American Crime Story | Juíz Lance Ito               | 10 episódios                          |
| 2016-2017     | The Last Man on Earth                            | Lewis                        | 10 episódios                          |
| 2017          | Dimension 404                                    | Kojima                       | Episódio: "Impulse"                   |
| 2017          | Chicago Med                                      | Dr. David Kwon               | 2 episódios                           |
| 2018-presente | 9-1-1                                            | Howie 'Chimney' Han          | Elenco principal                      |
| 2018          | Counterpart                                      | Bob Dwyer                    | 4 episódios                           |
| 2019          | Snowfall                                         | Bobby 'BobBob' Kim           | Episódio: "Cash and Carry"            |

### Video game
| Ano  | Título                         | Papel                         |
| ---- | ------------------------------ | ----------------------------- |
| 2004 | Grand Theft Auto: San Andreas  | Gângster / Comercial de Rádio |
| 2011 | Captain America: Super Soldier | Jim Morita                    |